# Polish International 1978
Die Polish International 1978 im Badminton fanden vom 1. bis zum 3. Dezember 1978 in Wrocław statt.

## Medaillengewinner
| Disziplin    | Gold                             | Silber                                | Bronze                                 |
| ------------ | -------------------------------- | ------------------------------------- | -------------------------------------- |
| Herreneinzel | Georg Simon                      | Rolf Heyer                            | Miroslav Šrámek                        |
| Herreneinzel | Georg Simon                      | Rolf Heyer                            | Michal Malý                            |
| Dameneinzel  | Monika Cassens                   | Natalja Maxakova                      | Taťána Šrámková                        |
| Dameneinzel  | Monika Cassens                   | Natalja Maxakova                      | Marlies Rixen                          |
| Herrendoppel | Georg Simon Rolf Heyer           | Edgar Michalowski Erfried Michalowsky | Michal Malý Miroslav Šrámek            |
| Herrendoppel | Georg Simon Rolf Heyer           | Edgar Michalowski Erfried Michalowsky | Konstantin Vavilov Nikolay Peshekhonov |
| Damendoppel  | Monika Cassens Christine Ober    | Natalja Maxakova Tatyana Damaskina    | Jiřína Hubertová Taťána Šrámková       |
| Damendoppel  | Monika Cassens Christine Ober    | Natalja Maxakova Tatyana Damaskina    | Éva Cserni Zsuzsa Gláser               |
| Mixed        | Edgar Michalowski Monika Cassens | Nikolay Peshekhonov Tatyana Damaskina | Konstantin Vavilov Natalja Maxakova    |
| Mixed        | Edgar Michalowski Monika Cassens | Nikolay Peshekhonov Tatyana Damaskina | Erfried Michalowsky Christine Ober     |